# Where Were You in the Morning?
"Where Were You in the Morning?" é uma canção do cantor canadense Shawn Mendes, gravada para seu terceiro álbum de estúdio Shawn Mendes (2018). Foi escrita por Mendes, Teddy Geiger, Geoff Warburton, Scott Harris, com produção de Mendes e Geiger. Foi lançada como quarto single do álbum em 18 de maio de 2018 pela Island Records.

## Lançamento
Mendes especulou a canção pela primeira vez em 16 de maio de 2018, divulgando sua capa e data de lançamento nas redes sociais. Em 17 de maio de 2018, Mendes cantou a canção pela primeira vez ao vivo com John Mayer durante o evento One Night Only da Apple Music. Em 21 de dezembro de 2018, Mendes lançou uma versão da canção remixada por Kaytranada.

## Desempenho nas tabelas musicais

### Tabelas semanais
| Tabela musical (2018)                 | Melhor posição |
| ------------------------------------- | -------------- |
| Austrália (ARIA)                      | 67             |
| Áustria (Ö3 Austria Top 75)           | 54             |
| Canadá (Canadian Hot 100)             | 81             |
| Chéquia (Singles Digitál Top 100)     | 54             |
| Escócia (Official Charts Company)     | 57             |
| Eslovênia (Singles Digitál Top 100)   | 47             |
| França (SNEP)                         | 153            |
| Hungria (Rádiós Top 40)               | 9              |
| Irlanda (IRMA)                        | 79             |
| Nova Zelândia (NZ Top 10 Heatseekers) | 6              |
| Países Baixos (Mega Single Top 100)   | 44             |
| Portugal (AFP)                        | 50             |
| Reino Unido (UK Singles Chart)        | 91             |
| Suécia (Sverigetopplistan)            | 93             |
| Suíça (Schweizer Hitparade)           | 71             |